# Blazing Love
Blazing Love è un film muto del 1916 diretto da Keenan Buel (Kenean Buel).

## Trama
Margaret Walsh rimasta vedova dopo la morte del marito, perito durante una spedizione polare, si risposa con un uomo molto più anziano di lei, amico di suo padre; ma, qualche tempo dopo, la donna si innamora di Stephen Bond che, invece, è più giovane di lei. Margaret decide di non voler rovinare il proprio matrimonio ma i pettegolezzi non si fermano e Morgan, suo marito, si uccide. Margaret e Stephen si sposano, ma, con il passare del tempo, la differenza di età tra i due si fa sempre più evidente. La situazione rende depressa e infelice Margaret, come era accaduto dieci anni prima a Morgan e come lui, anche Margaret finisce per suicidarsi. Lascia così libero Stephen che può sposare la donna che lui ama veramente.

## Produzione
Il film fu prodotto dalla Fox Film Corporation.

## Distribuzione
Distribuito dalla Fox Film Corporation, il film uscì nelle sale cinematografiche USA il 30 aprile 1916.